# サミュエル・カハナモク
サミュエル・アラパイ・カハナモク (Samuel Alapai Kahanamoku、1902年11月4日 - 1966年4月26日) はアメリカ合衆国ハワイ出身の競泳選手。1924年のパリオリンピックにアメリカ合衆国代表として出場し、男子100m自由形において銅メダルを獲得した。
ハワイ州ホノルル生まれ。オリンピック金メダリストでのちにサーフィンの普及に貢献したデューク・カハナモクは兄である。